# Поляны (Приморский край)
Поля́ны — посёлок в Дальнереченском районе Приморского края, входит в состав Ореховского сельского поселения.

## География
Посёлок Поляны находится к юго-востоку от Дальнереченска в верховях реки Ореховка.
Дорога к посёлку Поляны идёт от села Боголюбовка.
Расстояние от посёлка Поляны до районного центра города Дальнереченск около 110 км.

## История
До 1972 года посёлок назывался Утаз-Поляна (с использованием китайского слова), пограничный конфликт на острове Даманский побудил к массовому переименованию объектов в Приморском крае.

## Население
| 2002 | 2010 |
| ---- | ---- |
| 361  | ↘284 |

## Улицы
| - ул. Гаражная, - ул. Медовая, - ул. Молодёжная, - ул. Набережная, - ул. Почтовая, | - ул. Речная, - ул. Садовая, - ул. Спортивная, - ул. Таёжная, - ул. Центральная. |

## Экономика
- Предприятия, занимающиеся заготовкой леса.
- Жители занимаются сельским хозяйством.